# Shanghai Shenhua FC
El Shanghai Shenhua FC (en xinès: 上海 申花 足球 俱乐部) és un club de futbol de la ciutat de Xangai (Xina). Va ser fundat el 1993 i juga a la Superlliga xinesa. Juga els seus partits de local al Hongkou Football Stadium, amb capacitat per a 33.000 espectadors, ubicat a la ciutat xinesa de Xangai.
El predecessor d'aquest club va ser el Xangai Football Club, que sovint finalitzava entre les primeres posicions de la Superlliga xinesa. L'actual equip de futbol va ser fundat el 1993, amb la finalitat de ser un equip completament professional, i des de llavors va aconseguir guanyar dos campionats de primera divisió i una Copa FA xinesa.

## Palmarès
- Lliga xinesa de futbol:[3]
  - 1961, 1962, 1995, 2003

- Copa xinesa de futbol:[4]
  - 1956, 1991, 1998, 2017, 2019

- Supercopa xinesa de futbol:
  - 1995, 1998, 2001